# Harad (huyện)
Huyện Harad là một huyện thuộc tỉnh Hajjah, Yemen. Đến thời điểm năm 2003, huyện này có dân số 93523 người